# قالمة
قالمة (بالأمازيغية: ⴳⴰⵍⵎⴰ ، باللهجة المحلية : ڨالمة)، هي مدينة وبلدية وعاصمة ولاية قالمة، تقع في شمال شرق دولة الجزائر، تبعد عن مطار الدولي وميناء عنابة ب60 كلم، 150 كلم على الحدود الجمهورية التونسية، وعن الجزائر العاصمة ب537 كلم، يطلق عليها قديما اسم كلاما، وهي مدينة سياحية تشتهر بتضاريسها وطبيعتها إضافة إلى ثروتها المتميزة بالمعالم الأثرية التي يصل عددها لما يزيد عن 500 موقع ومعلم منها ما هو راجع إلى العهد النوميدي والنوميد-روماني والبونيقي خاصة المسرح الروماني الذي بني في عهد الإمبراطور الروماني من اصل ليبي امازيغي سيبتيموس سيفيوروس.[بحاجة لمصدر]

## أصل التسمية

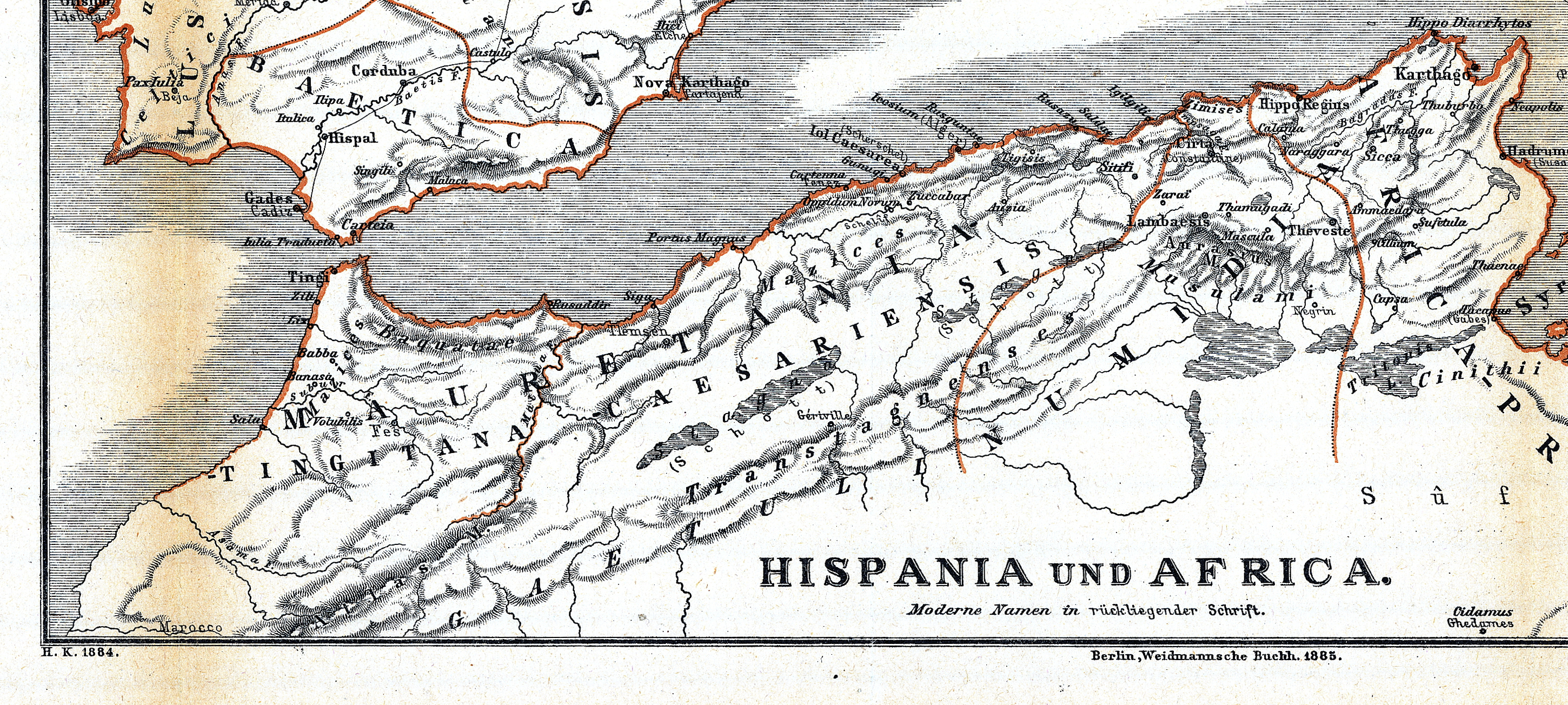
خريطة نوميديا، تظهر كالاما (قالمة).

هناك من يقول ان اصل كلمة قالمة من(ألقى_الماء) رغم أن منطقة قالمة منذ القدم وحتى اليوم، تنتشر بها الينابيع، كما أن اسم قالمة كان معروفا قبل دخول الرومان[بحاجة لمصدر]، من جانب آخر تشير بعض الدراسات إلى أن مدينة قالمة، وجاء في كتاب فتوح إفريقية وكتاب نزهة المشتاق في اختراق الأفاق ير من الكتب أن قالمة اسم قبيلة أمازيغية كانت تقطن بهذه الجهة، ويقولون إن هذا التفسير أقرب إلى الحقيقة، حيث أن بعض المدن والجبال بالجزائر، تحمل اسم القبائل البربرية، وتتواصل الروايات حول معنى اسم مدينة قالمة، فيقول المؤرخ (جوداس) أن التسمية أنتقلت من ملكا إلى كالما، إضافة إلى أن هناك من يقول انها فتحت على يد شخص اسمه محمد قالمي.

## الجغرافيا

### الموقع
تقع مدينة قالمة في الشرق الجزائري، يحدها من شمال: عنابة، من الغرب : قسنطينة، سكيكدة من الشرق سوق أهراس، الطارف الجنوب : أم البواقي، هي عاصمة الولاية رقم 24 والتي نتجت عن التقسيم الإداري لسنة 1974. تقع ضمن منخفض تحيط به الجبال المكسوة بالغابات من كل جهة أهمها جبال ماونة.

### المناخ
يتميز إقليم الولاية بمناخ رطب بالشمال والوسط ومناخ قاري بالداخل وهو مناخ ممطر بالشتاء وحار بالصيف، ويتراوح معدل تساقط الأمطار من 400 مم إلى 654 مم/السنة، وقد سمح هذا المناخ لولاية قالمة بأن تكون ذات طابع فلاحي ورعوي هام.

## السكان
يبلغ عدد سكان بلدية قالمة قرابة 120 847 نسمة ومدينة قالمة بضواحيها 120 004 نسمة وفيما يلي تطور عدد سكام مدينة قالمة
| تعداد 1977 | تعداد 1987 | تعداد 1998 | سكان المدينة تعداد 2008 | سكان البلدية تعداد 2008 |
| ---------- | ---------- | ---------- | ----------------------- | ----------------------- |
| 56,106     | 77,821     | 108٬682    | 120٬004                 | 120٬847                 |

## التاريخ

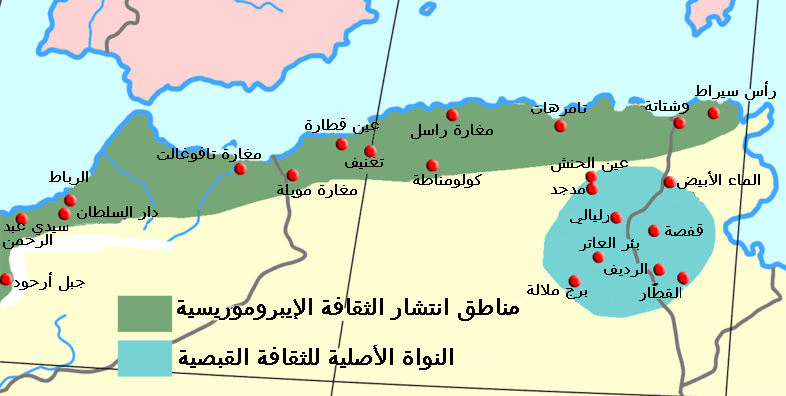
مناطق أنتشار الحضارة العاترية والحضارة القفصية

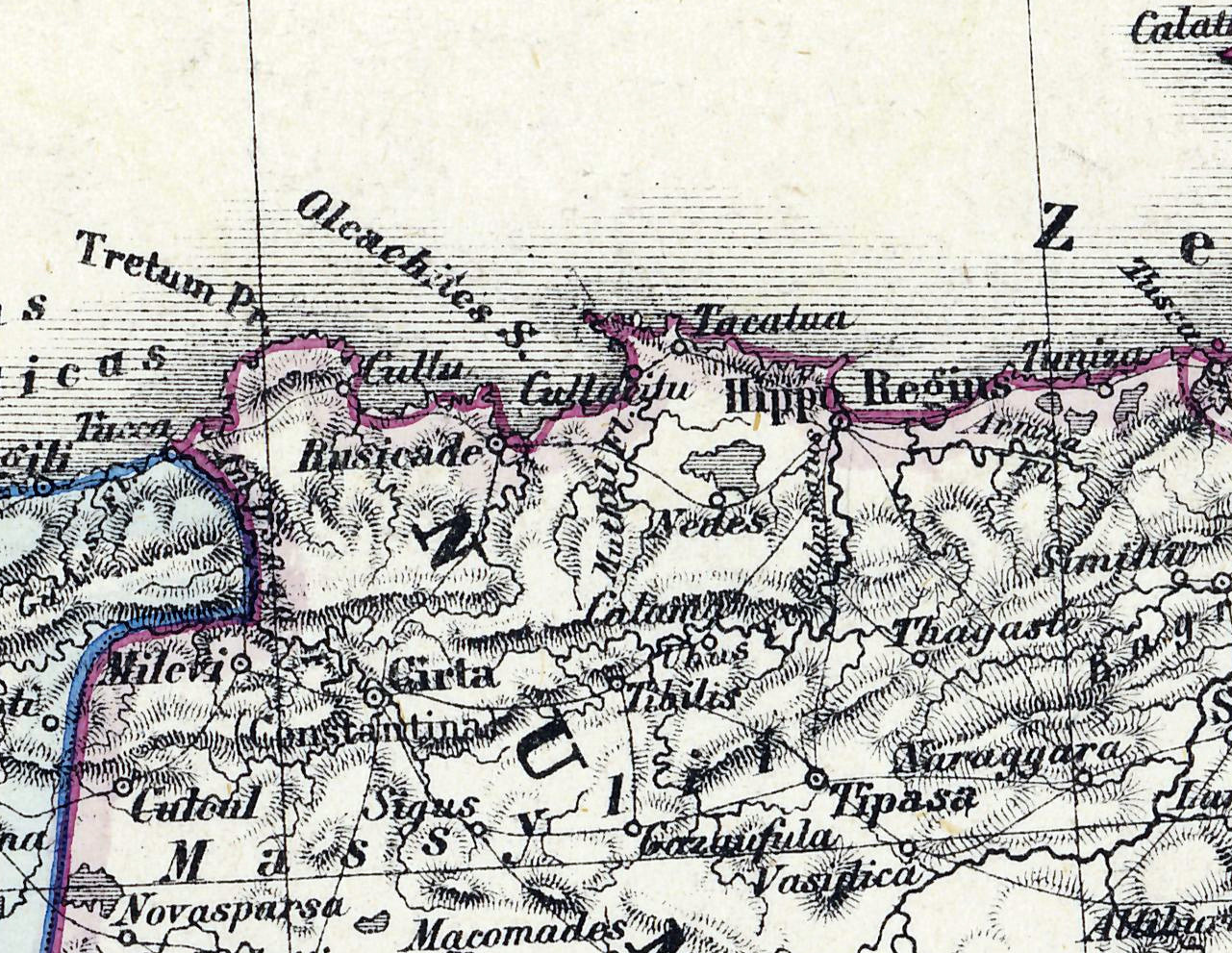
خريطة رومانية قديمة تبين موقع كلاما

تعتبر قالمة منطقة فلاحية رعوية بامتياز، أستقر فيها الإنسان منذ فجر التاريخ، كما تشهد على ذلك الكثير من الأدوات والكتابات الليبية(الأمازيغية) والنصب الجنائزية التي عثر عليها علماء الآثار، وتشكل كلاما العتيقة مع هيبون، طاغاست وسيرتا بصفة مؤكدة مركز عمران للحضارة النوميدية الأمازيغية خلال الألفية الأولى قبل الميلاد، الشئ الذي جعل الفينيقيين يستقرون بها تدريجيا جاعلين منها ومن منطقتها موقعا جد مرغوب، مما استدعى إنشاء حاميات وتحصينات، كانت(كلاما)، بحكم موقعها في قلب نوميديا الشرقية ومملكة (ماسي) التي كانت تغطي آنذاك الشمال القسنطيني، شاهدا على الحروب البونية بين روما وقرطاج للسيطرة على المنطقة، ويروى أن الملك الامازيغي يوغرطة خاض معركة وأنتصر فيها على الجنرال الروماني(بوستينيس Postinius) غير بعيد عن أسوارها في منطقة عين نشمة بجبل ماونة، ومع مطلع القرن الأول من عصرنا، أصبحت كلاما ملكية رومانية مزدهرة، كمستلحقة في أول الأمر ثم كمستعمرة بعد سقوط نوميديا، لتشكل مع هيبون (عنابة) وسيفيست تحت حكم (سيفار Sévère) خزاني الحبوب الرئيسيين للإمبراطورية، ويشهد مسرحها الذي يتسع لـ 4500 مكان والذي يعتبر أحد أكبر المسارح الرومانية والأكثر محافظة عليها في شمال أفريقيا، على مكانتها كقطب للتبادل والاقتصاد، وبتموقعها على مفترق الطرق الإستراتيجي في مركز روسيكادا سكيكدة العتيقة طاغاست، هيبون و(تيفاست) تبسة، وكلها قلاع قرطاجية قديمة، أرتقت (كلاما) إلى مصاف قلعة ثقافية تقاسمتها معها طاغاست، خلال بروز ثم سيطرة المسيحية، أرتقت (كلاما) إلى رتبة أسقفية، مشكلة جزءا من المقاطعة الكهنوتية لنوميديا تحت سلطة الأسقف (بوسيديس Possidius)، ومع مجئ الوندال في 431 ميلادية، لجأ بوسيديس إلى هيبون لتسقط (كلاما) في عهد الإمبراطور (جنزيريك Genséric)، قبل أن تستعيدها بيزنطة في إطار إعادة غزو شمال أفريقيا من طرف الجنرال( سولومون) (solomon) تحت حكم جوستين (justinien) والذي أعطاها مركزا قويا،
شهدت كلاما فترة من الركود قبل أن تتعرض للموجات الأولى للفتح الإسلامي في القرن الثامن (8) ميلادي، ومع مطلع القرن الحادي عشر (11) بدأ توافد الأعراب الهلاليين (نسبة إلى بنو هلال (قبيلة)) حيث شكلت إحدى وجهاتهم حسب ما يرويه ابن خلدون لكن قضي عليهم بسبب بطشهم وتخريبهم فمنهم من قتل ومنهم من هجروا[بحاجة لمصدر] يعود الفضل للفاطميين ثم الزيريين في أسترجاع قالمة لمكانتها كمركز إشعاع ثقافي واقتصادي، وبداية من القرن الثاني عشر تحت الحكم العثماني أصبحت قالمة بمثابة مأوى للعابرين، وفقدت بذلك من أهميتها، وشهدت ركودا أستمر إلى غاية الاحتلال الفرنسي.

### الاستعمار الفرنسي
في سنة 1834 م وقعت قالمة تحت الأستدمار الفرمسي ونظرا لأهميتها الإستراتيجية، بدأت عملية إعادة بنائها على مجموع الموقع العتيق فأحيطت بسور تخترقه خمسة أبواب وبقي الحصن مطابقا للنطاق البيزنطي، ومنذ ذلك لم تهدأ المنطقة عن مقاومة الاحتلال، فمن القائد الكبلوتي بن الطاهر من قبيلة الحنانشة (سوق أهراس)، وهو أحد أجداد كاتب ياسين، إلى أحمد الشابي بن على المدعو أحمد الروشي، مرورا بالمعركة الشهيرة لعقبة التراب، وعرفت المقاومة بالمنطقة أيام عزها بمناسبة أنتفاضة 8 ماي 1945، التي شهدت مجازر بشعة في حق الجالية المسلمة المتظاهرة سلميا، عشرة سنوات من بعد، أعتمدت النخبة الوطنية التي فجرت ثورة التحرير في أول نوفمبر 1954 على المنطقة وجعلت منها عرينا لأبطال قضوا مضاجع فرنسا المستعمرة، وتميزت خصوصا بالدور البارز الذي لعبته في توصيل السلاح انطلاقا من القاعدة الشرقية بتونس وعبور عناصر جيش التحرير الوطني، ويكفيها شرفا أن أرضها كانت مصرحا لمعارك بطولية خالدة ما زالت آثارها بادية للعيان إلى يومنا هذا، وأنها أنجبت رجالا أفذاذا مثل سويداني بوجمعة ورجل الدولة هواري بومدين (محمد بوخروبة)، وأنها أرتوت في يوم شهادة بدم رجل اسمه باجي مختار.

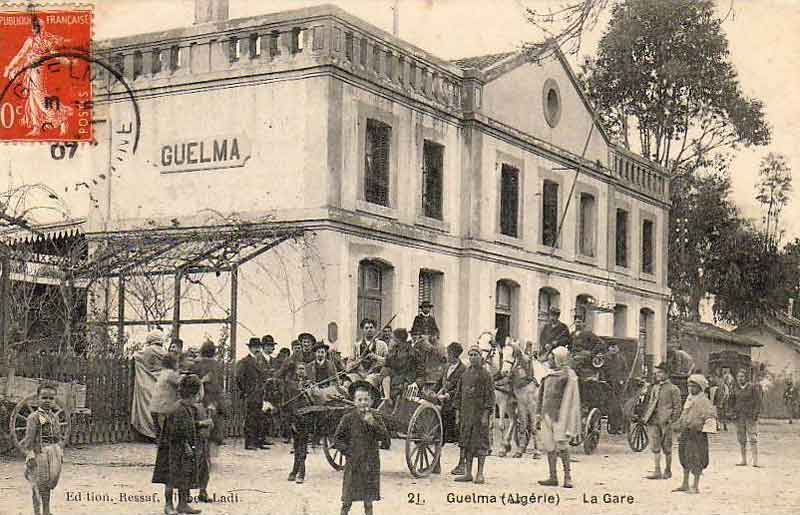
محطة قطار قالمة.
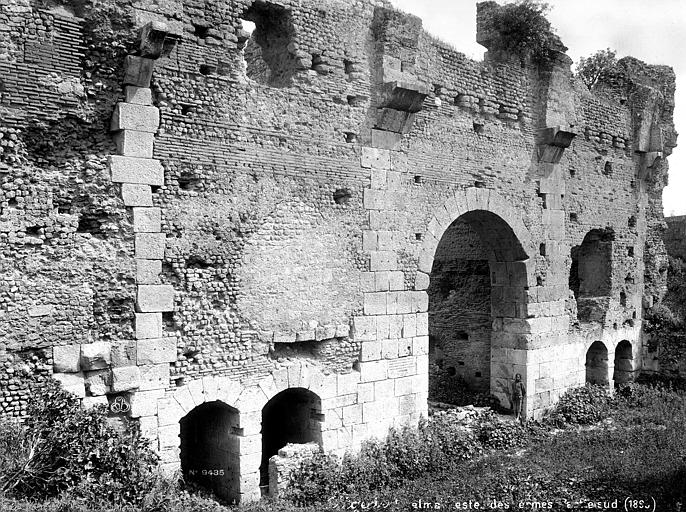
الثكنة قالمة.
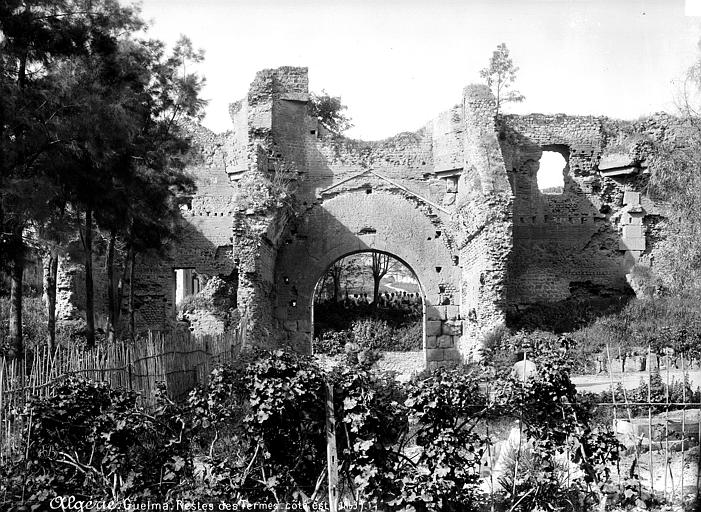
قالمة
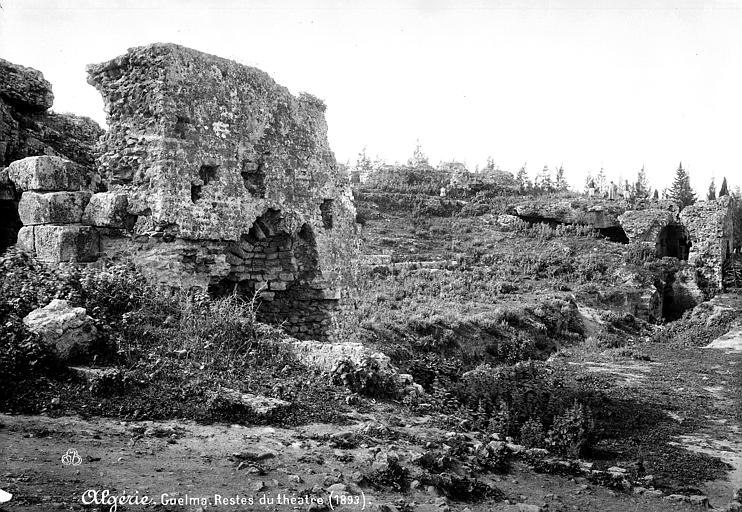
قالمة

### مجازر 8 ماي1945

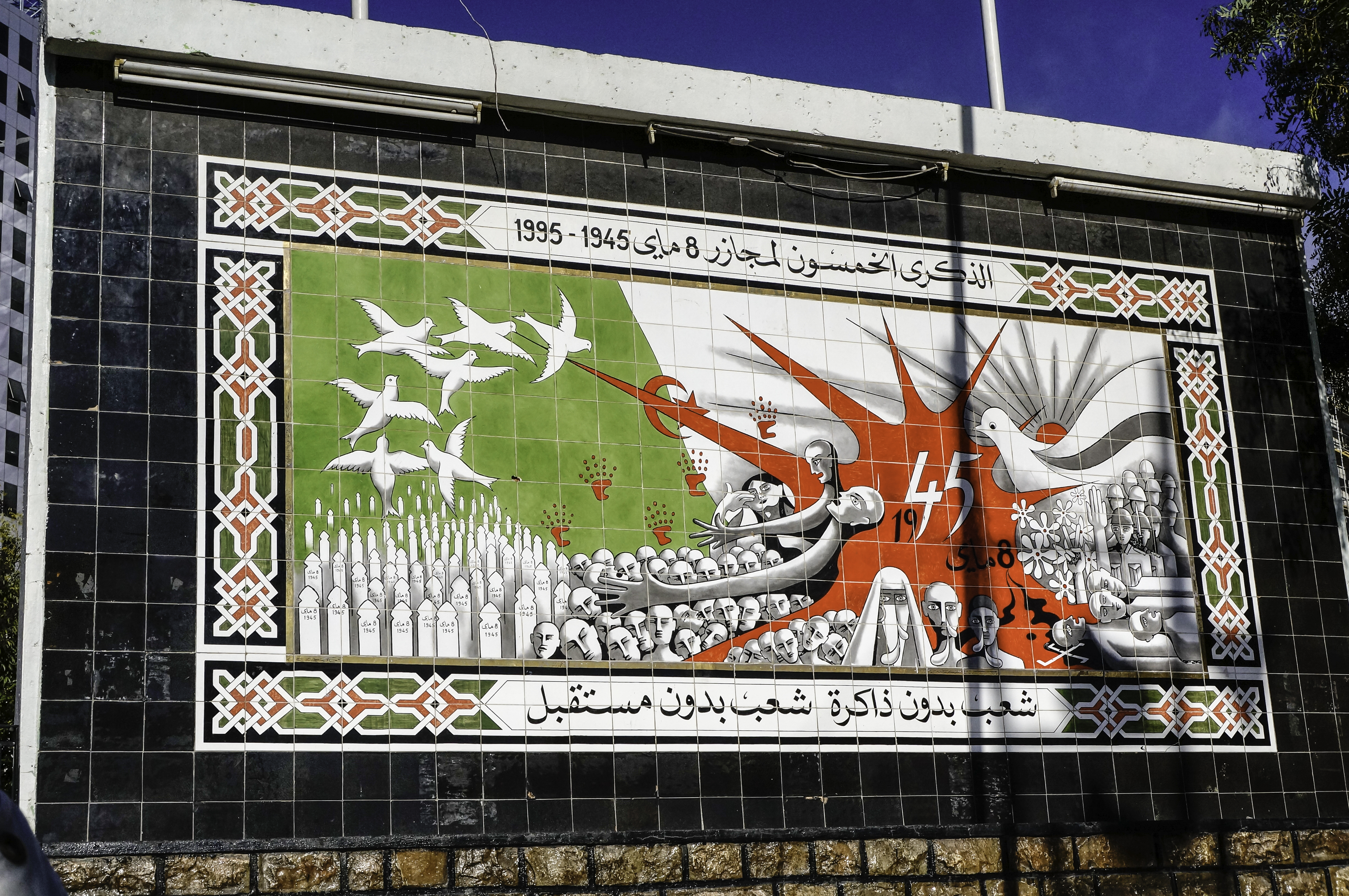
جدارية للذكرى 50 لأحداث 08 ماي 1945

قالمة تحصي أكثر من 18 ألف شهيد في (مجازر 8 ماي1945)،  أكثر من 18 ألف شهيد هي الحصيلة التقريبية لعدد الجزائريين الذين ذهبوا ضحية المجازر البشعة التي ارتكبها الاستعمار الفرنسي في أحداث 8 ماي 1945 بولاية قالمة وحدها، واحدة هي أن المجازر المرتكبة من طرف الاستعمار بسطيف وقالمة وخراطة هي جرائم حرب وانتهاك صارخ لحقوق الإنسان، ومن بين المواقع الشاهدة على بشاعة تلك المجازر تعتبر الثكنة القديمة بوسط مدينة قالمة أول انزلاق حقيقي لبوليس المستعمر في عملية التصفية الجماعية لنشطاء الحركة الوطنية وكان ذلك يوم 11 ماي 45 حيث تم إعدام جماعي ل9 مواطنين شاركوا في مسيرة 8 ماي.
وتشير وثيقة رسمية عبارة عن مراسلة من قائد الفرقة المتنقلة بقالمة المدعو «بويسون» بعث بها إلى مدير الأمن العام للجزائر يوم 23 ماي 1945 ليخبره بأن عملية إعدام المشاركين في المسيرة قد تم رميا بالرصاص ويتعلق الأمر بالشهداء ورتسي مبروك وسماعيل عبده وأخوه علي وشرفي مسعود وبن صويلح عبد الكريم ودواورية حميد إضافة إلى بلعزوق محمد وأومرزوق محمد.
ويتذكر الذين شاركوا في مسيرة يوم الثلاثاء 5 ماي 45 بمدينة قالمة ومنهم عبد الله يلس الذي كان حينها في يبلغ 20 سنة بأنهم تلقوا أوامر من حزب الشعب تقضي بضرورة تنظيم مسيرة سلمية انطلاقا من منطقة الكرمات وهي المسيرة التي انطلقت بين الرابعة والخامسة مساء وضمت قرابة 3 آلاف مواطن من قالمة وبعض المناطق المجاورة بحكم أن ذلك اليوم تزامن مع السوق الأسبوعية.

### مرحلة الاستقلال

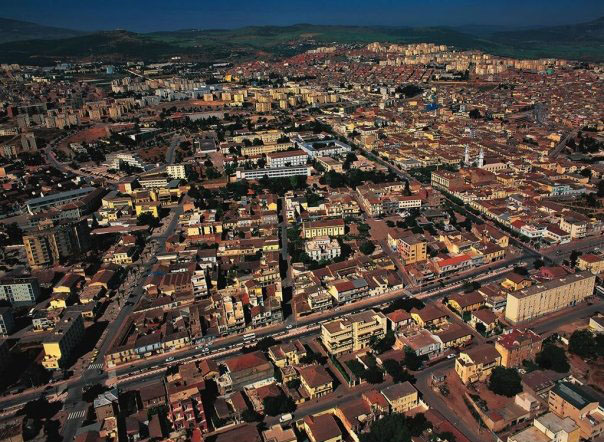
منظر جوي على مدينة قالمة.

عرفت مدينة قالمة توسعا عمرانيا كبيرا خلال فترة الاستقلال مع نمو أقتصادي واجتماعي كبير، حيث تمت ترقيتها إلى مقر ولاية سنة 1974، حققت إنجازات هائلة في ظرف وجيز والعديد من المنشآت الصحية والتربوية، وكذا إنجاز بنية تحتية هامة في جميع القطاعات، وأحتضانها للعديد من التظاهرات الثقافية والرياضية على المستوى الجهوي والوطني، علما أن المدينة تدرس مشاريع كبرى أخرى لإنجازها مثل مركب سياحي ضخم، ترامواي، تلفريك، ملعب كرة قدم جديد، مركز رياضي بمقاييس عالمية.

## أعلام
- إذاعة قالمة الجهوية
- البث الحي على النت : Guelma fm

كل أخبار الولاية على مدار الساعة

## التعليم
يوجد مراكز تعليمية على كافة المستويات من التعليم الابتدائي إلى غاية التعليم العالي أيضاً العديد من المدارس الخاصة.
- قطاع التربية الوطنية الذي يضم مجموعة من المؤسسات المدرسية منها 258 مدرسة ابتدائية، و86 إكمالية، و39 ثانوية.
- مركز التعليم عن بعد لولاية قالمة والذي يتبع لديوان الوطني للتعليم والتكوين عن بعد.
- قطب جامعي معتبر : تحتوي على سبعة كليات 22 قسم.
- جامعة قالمة، 8 ماي 1945.
- كليات للعلوم والتكنولوجيا
- كلية الرياضيات والمعلوماتية والعلوم المادية
- كلية الطبيعة وعلوم الحياة والأرض والكون
- كلية العلوم الاقتصاد والتجارة والإدارة
- كلية الحقوق والعلوم السياسية
- كلية العلوم الإنسانية والاجتماعية
- جامعة التكوين المتواصل (UFC).

### التكوين المهني
- المعهد الوطنى المتخصص في التكوين المهنى للتسيير (قدور جبابلة).
- مركز لتكوين المهني.

## الثقافة
تعرف قالمة ببعض النشاطات الثقافية أبرزها
الموسيقى، الفن التشكيلي، المسرح. وقد سجلت حضورها في عدة تظاهرات ومهرجانات قيمة على المستوى الوطني، ومن أهم هذه الجمعيات والحركات الثقافية بقالمة :
- جمعية مالاكا للموسيقى العصرية
- فرقة بدر وجمعية بلابل الأفراح للمالوف،
- بعض فرق العيساوة،
- جمعية هواري بومدين للمسرح،
- جمعية بصمات للفن التشكيلي،

وقد كان لهذه الحركات والجمعيات شرف تمثيل قالمة في المحافل الوطنية والجهوية كما حظيت أيضا هذه المدينة بتنظيم البعض من التظاهرات الفنية نذكر على سبيل المثال:
- المهرجان السنوي للفنون التشكيلية.
- المهرجان الجهوي للمالوف.
- مهرجان مسرح الطفل.

وتعرف المنطقة أيضا ببعض النشاطات الأخرى كفن الخزف، الخياطة والحياكة التقليدية مثل (فن التارزي والمجبود، القفطان، الزرابي)، كما تزخر قالمة بعدة مساجد أهمها : مسجد العتيق.

### المراكز الثقافية

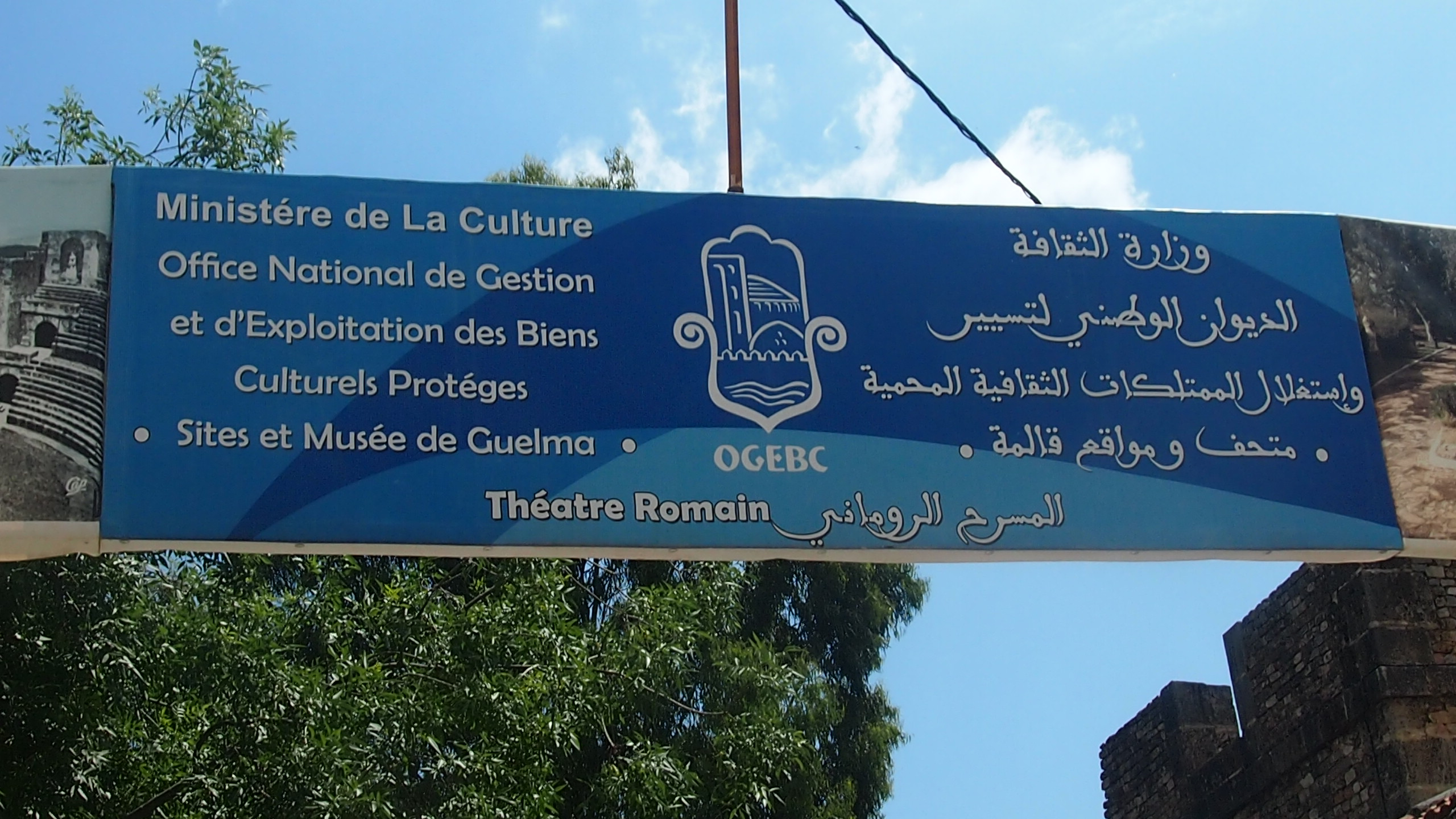
المسرح الروماني

- دار الثقافة عبد المجيد لشافعى.
- المركز الثقافي شارع التطوع.
- المركز الثقافي الإسلامي.

### المسارح
- مسرح الجهوي قالمة (محمد التريكي)
- مسرح في الهواء الطلق بطاقة 5000 مقعد لفائدة قالمة.

### المتاحف
- متحف المجاهدين لولاية قالمة

### المكتبات
- المكتبة الرئيسية للمطالعة العمومية لولاية قالمة.

### الأسبوع الثقافي
الأسبوع الثقافي لقالمة في إطار التبادل الثقافي ما بين الولايات وضمن المهرجانات الثقافية المحلية للفنون والثقافات الشعبية التي تأتي تدعيما للتبادل الثقافي والفني بين الولايات، حيث تكون ولاية قالمة ضيفة على 48 ولاية على مدار السنة.

## السياحة بقالمة

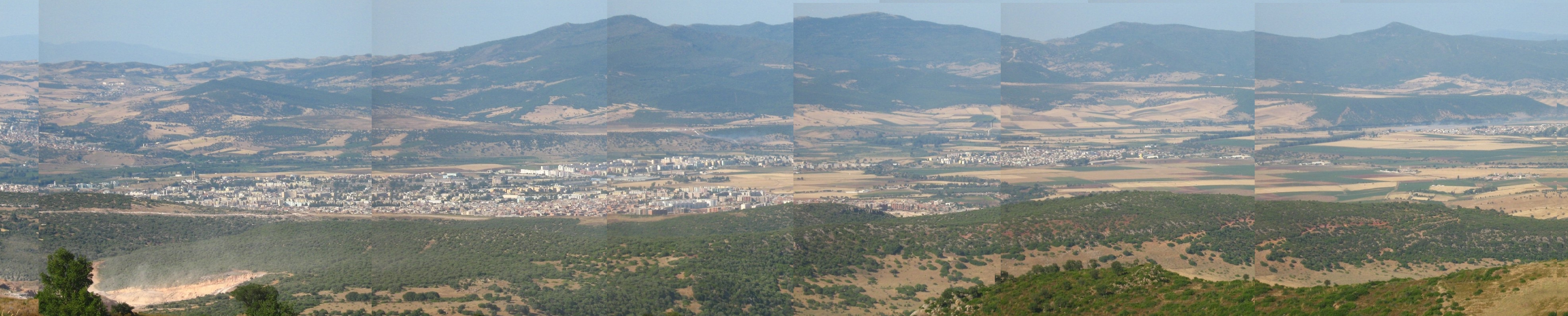
منظر شامل على قالمة.

مدينة قالمة هي (نجمة الشرق) وهي من متوسطات الولايات الجزائرية التي تزخر بمناطق سياحية جد رائعة.
- جبل ماونة : هو معلم الدينة الضخم الذي يبلغ ارتفاعه 1500 م تقع المدينة على سفح هذا الجبل الذي يتميز بمناظره الخلابة التي تكاد تنطق بجمالها الساحر كما أنه يعتبر أكبر مناطق الأستجمام للعائلة القالمية التي تتمتع بنسيم هوائه خاصة في فصل الصيف كما أنه يتميز بغاباته الكثيفة وحيواناته المتنوعة،

بالأضافة إلى الحمامات التي تزخر بها المدينة حمام ولاد على وحمام دباغ الذي يعتبر ثاني أسخن حمام بالعالم وحمام النبايل.

### المسرح الروماني

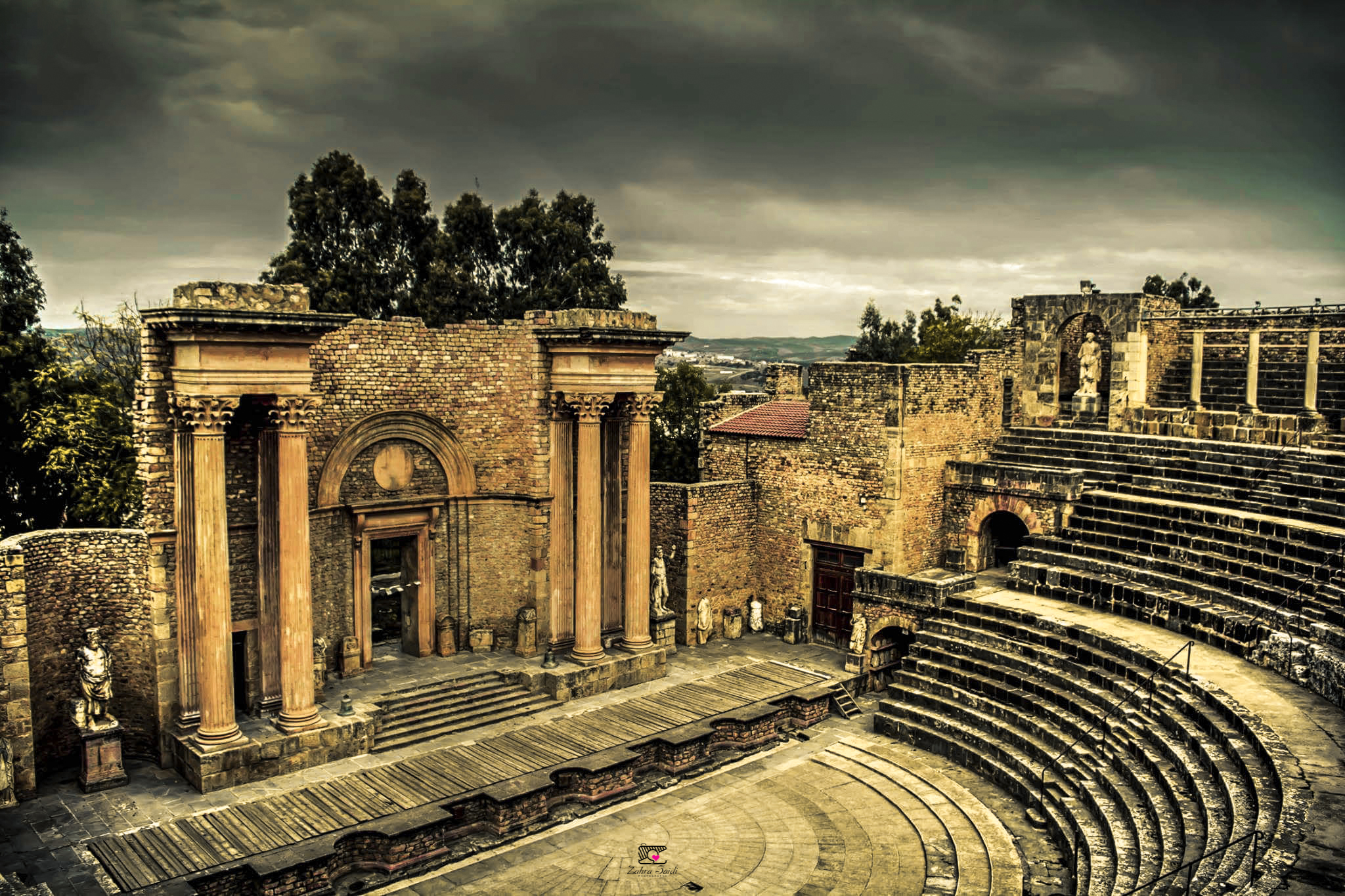

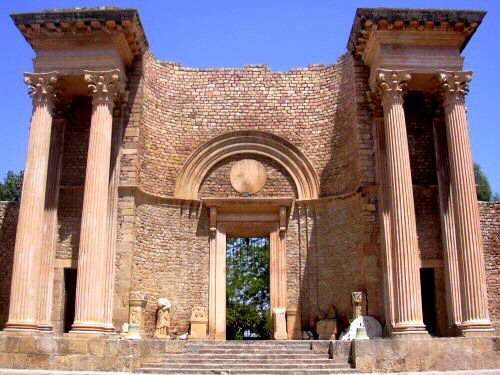
واجهة المسرح الروماني

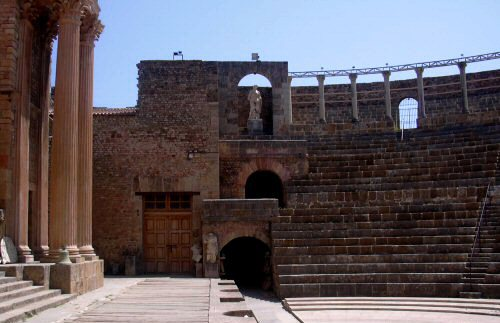

المسرح الروماني للمدينة ما زال قائما حتى اليوم شاهدا على ماض حافل بالأعمال العظيمة، فهذا المسرح يعد بحق تحفة فنية في الهندسة المعمارية، وتكمن أهميته خاصة في محافظته على كيانه حتى اليوم بالصورة التي كان عليها منذ آلاف السنين رغم أشغال الترميم التي طالته أكثر من مرة، يذكر المؤرخون أن هذا المعلم التاريخي الهام بنته ما بين القرن الثاني عشر والثالث عشر راهبة معبد المدينة، وتدعى (آنيا إيليا ريستيتوتا) في عهد الإمبراطور الروماني من أصول امازيغية ينحدر من ليبيا وقد بلغت تكاليف بنائه حوالي ثلاثين ألف قطعة ذهبية، وهو على شكل نصف دائرة، ويحتوي على عدة مقصورات خصصت للأعيان وكبار موظفي الدولة، ومدرجات مخصصة لعامة الشعب، بالإضافة إلى منصة واسعة يعتقد أنها كانت مخصصة للمصارعة مع الحيوانات المفترسة، وخصوصا الأسود التي كانت موجودة بكثرة في المنطقة، كا يوجد به متحف يحتوي على تماثيل وفسيفساء ونقود جيء بها من المناطق المجاورة، مثل (خميسة) و(مادور) لولاية سوق أهراس و(تيبيليس) بالإضافة إلى بعض المواقع الأثرية بڤالمة، وتمثل التماثيل أبرز محتويات المتحف، وأهمها تمثال (هركول) و(الإمبراطورة) و(القاضي) وتمثالين لـ (جوبيتر).
ويذكر أن رؤوس هذه التماثيل قد سُرِقت في منتصف التسعينيات في ظروف غامضة، ولا يزال التكتم والغموض حتى اليوم يحيط بهذه السرقة التي طالت أهم النصب التاريخية في الجزائر، مع العلم أن المسروقات المذكورة ذات أهمية تاريخية لا تقدر بثمن، وهي من أهم النصب الأثرية في العالم، خصوصا إذا علمنا أن أحد الرؤوس المسروقة هو تمثال يمثل النسخة الوحيدة المتبقية في العالم، والواقع أن محتويات متحف المسرح الروماني قد تعرضت منذ الأستقلال حتى اليوم لكثير من أعمال النهب، وخصوصا النقود التي لم يبق منها إلا القليل، والمضحك أن بعض القطع النقدية الذهبية قد تم إهداؤها في الثمانينيات من القرن الماضي لوفد نسائي أجنبي سائح، وكانت إحدى الصحف الوطنية قد تعرضت لذلك في حينه دون أن يثير ذلك أدنى ردة فعل من أي نوع كان من طرف المعنيين، وانتهت العملية في صمت مريب كأن الأمر لا يعني أحدا، وتتسع مدرجات المسرح الروماني لأكثر من 500 متفرج، وقد عرف خلال السبعينيات والثمانينيات العديد من الأنشطة الثقافية الوطنية الهامة، وغنى على خشبته بعض المطربين الجزائرين والعرب، نذكر منهم المطرب اللبناني الكبير وديع الصافي والمطربة السورية اللامعة ميادة الحناوي وشقيقتها فاتن الحناوي، وكان مدى عقدين من الزمن قبلة السياح الأجانب، كما كان تلاميذ المدارس يزورونه كل أسبوع للتعرف على طابعه المعماري الجميل ومحتوياته النادرة من تماثيل وفسيفساء ونقود، والغريب أن هذا الهيكل الأثري الكبير، والذي يعتبر من أهم المسارح الأثرية في(شمال افريقيا) لحفاظه على طابعه القديم ومكوناته من أسوار وجدران ومدرجات وخشبة وغيرها، أصابه اليوم شلل تام ولم يعد يمارس أي نشاط يذكر، كما أصبح لا يستقبل تلاميذ المدارس ولا السياح الأجانب الذين يجدون أبوابه مغلقة طوال السنة، رغم أنه أفضل بكثير من مسرح تيمڤاد ومسرح جميلة.

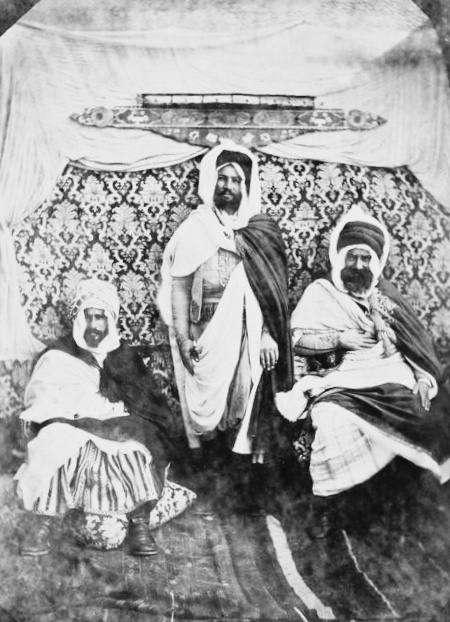
لباس تقليدي لنبلاء قالمة 1856م

### العادات والتقاليد

#### الأواني التقليدية(الأمازيغية)
- الجرات الطينية يقال لها(لخابيث)بالدارجة الخابية والصحون الطينية، الزير (عبارة عن جرة كبيرة الحجم تستعمل لحفظ الماء)، الطاجين لطهي الكسرة، الكانون للتدفئة، المهراس.

#### الألبسة التقليدية
- القشابية(تقشابيث) المنسوجة من صوف الغنم زرڨاطي والبرنوس(اعلاو) إضافة إلى القندورة الشاوية والقندورة الكتامية، وكلها البسة شمال أفريقية بربرية.

ولازال سكان البلدية يحافظون على عادات الأجداد مثل الربيع وفيه يطهون اكلة لبراج وكذا يناير وعاداتهم في التراحم والتواصل ونذكر من بينها (التويزة) حيث يقوم الأهل والجيران بالتعاون في أمور الحياة اليومية مثل الزواج، الحصاد، بناء المساكن..

## فن الطبخ
كما تشتهر مدينة قالمة مثل مختلف مدن الوطن بعادات وتقاليد متنوعة في الطبخ من بينها الأكلات الشعبية :
- الكسكسي(سكسو)،
- الشخشوخة(اشخشوخ)،
- الفطير،
- الغرايف،
- العصيدة،
- الطمين(اظمين)،
- البراج،
- العيش،
- العصبانة...إلخ

وكلها اكلات بربرية شمال أفريقية

## النقل والمواصلات

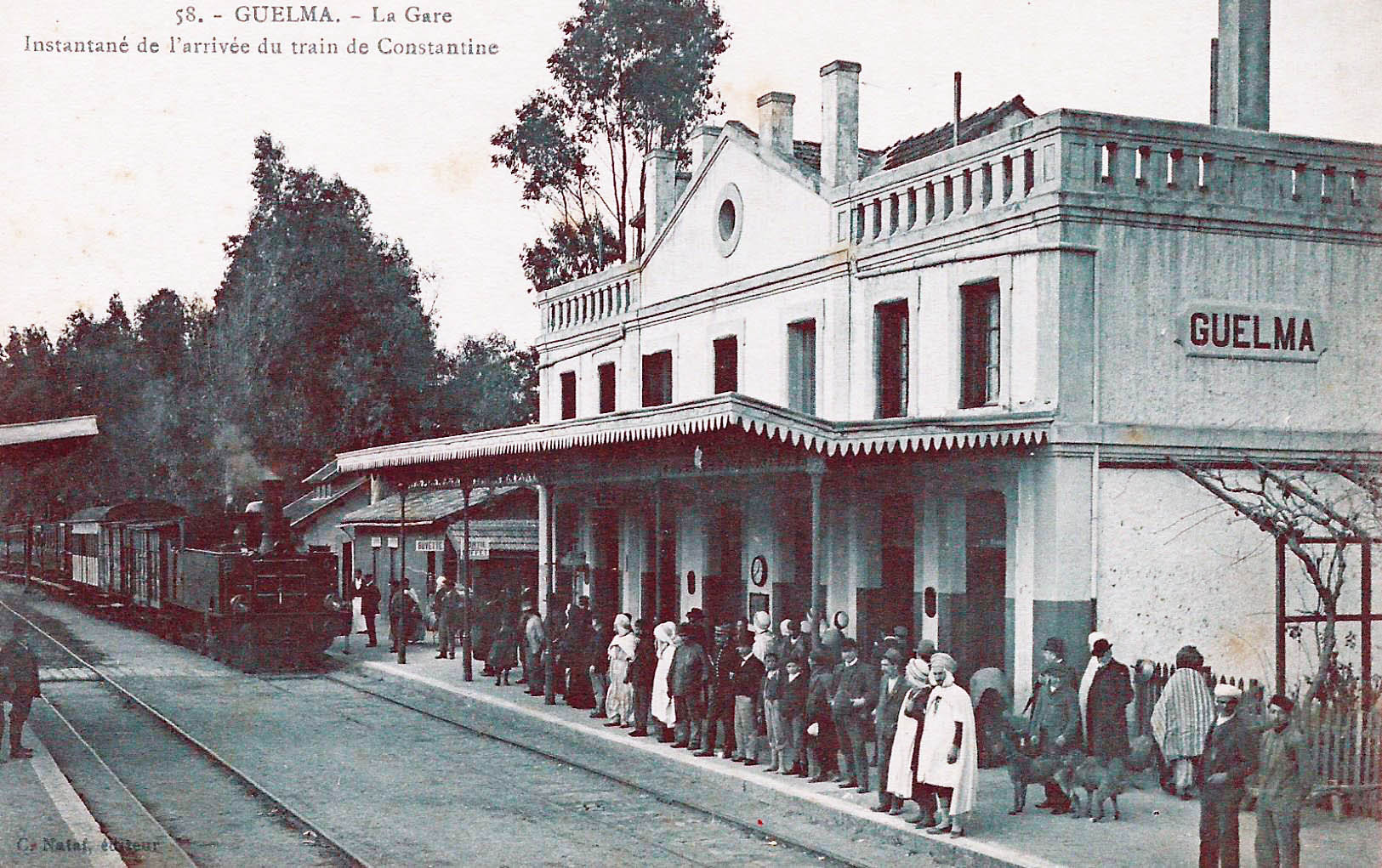
محطة قطار قالمة

### النقل الحضري
مؤسسة للنقل الحضري تدعمت بها مؤخرا المدينة.

### سيارات الأجرة
سيارات الأجرة أو تاكسي مواصلات عامة في المدينة مسجلة وذات لون أصفر موحد، تضمن النقل إلى أجميع مناطق المدينة.

### السكة الحديدية
- خط عنابة - قالمة
- خط بوشقوف - قالمة -الخروب [6]

## الإقتصاد

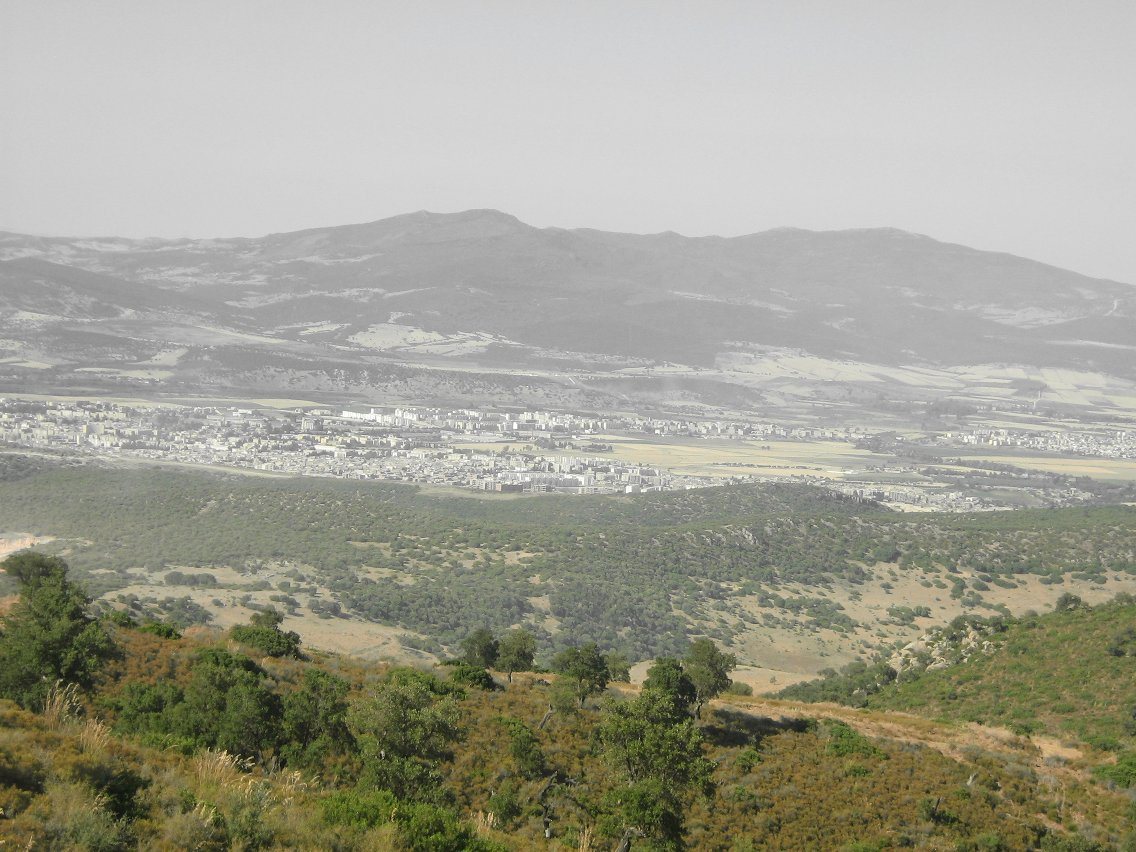
جبال مطلة على مدينة قالمة

كما أنها تحتوي على مصانع للخزف، السكر والدراجات النارية.

## الفلاحة
وتمتاز بطابع فلاحي بالدرجة الأولى وثروة غابية هائلة وأيضا مياه سطحية وباطنية، تعتبر أيضا منطقة عبور للكثير من الولايات وخاصة الحدودية منها مثل: تبسة، عنابة، الطارف، سكيكدة وسوق أهراس، وتعتبر هذه الولايات السالفة الذكر الحدود الإدارية لولاية قالمة، وتختص في زراعة القمح الصلب وتربية المواشي وأراضي خصبة واسعة.

## الرياضة

### ترجي قالمة

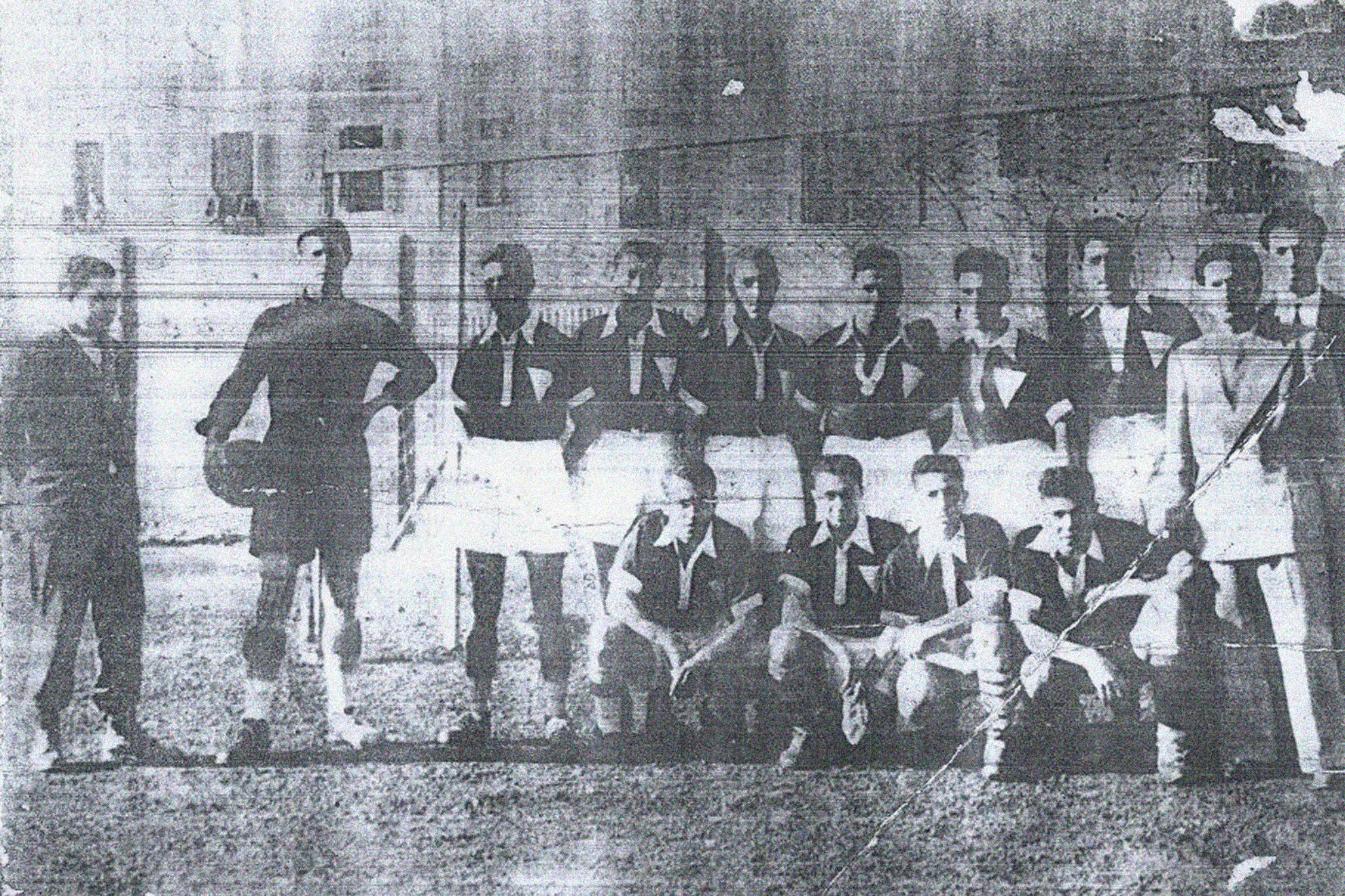
الترجي عام 1947

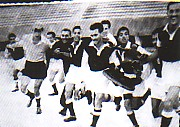
نادي ترجي قالمة سنة 1955

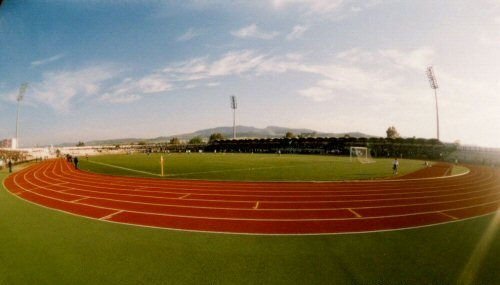
الملعب الألمبي لمدينة قالمة.

ينشط في المدينة عدة أندية رياضية أبرزها نادي ترجي قالمة الذي ينتمي لدوري رابطة الهواة لكرة القدم وتنتشر في مدينة قالمة العديد من الرياضات منها: كرة السلة، كرة اليد وكرة القدم، كرة القدم داخل الصالات، والكرة الحديدية، فنون قتالية، الشطرنج، يوجد في المدينة مركب رياضي ملعب سويداني بوجمعة، يلعب فيه العديد من الأندية الرياضية منها :
ترجي قالمة يعد فريق من بين أعرق الفرق الجزائرية على المستوى الوطني حيث يعتبر من بين المدارس الرياضية العريقة سواء في المنطقة الشرقية أو على مستوى فرق النخبة سابقا لما كان ينشط في الوطني الأول في فترة الثمانينات خاصة، يعود تاريخ تأسيس فريق الترجي إلى سنة 11 مايو 1935 وكان من مؤسسي الفريق السادة : عيساني عمار وخوالدية حسين، بوكردين الطيب، بوكحول أحمد، إبراهيم صالح، زوارة صالح، خليفة صالح، جبار الشريف ورثي مبروك، عبدة عمر، وتسمى مدرسة الترجي القالمي بالسرب الأسود بألوان الأسود والأبيض، وقد حلق هذا الموسم عاليا وتمكن من خطف تأشيرة الصعود بكل جدارة واستحقاق إلى قسم ما بين الرابطات رفقة الثنائي الآخر وفاق تبسة وأتحاد الحجار، بفضل مجهودات النادي من رئيس الفريق إلى الطاقم الفني إلى الأنصار الذين عادوا هذا الموسم إلى المدرجات بعد هجرها لمدة طويلة جدا، كذلك إلى الذين ساعدوا الفريق من قريب ومن بعيد، وكللت في الأخير بالصعود إلى قسم ما بين الرابطات.
مسيرة حافلة بالنجاح والتألق في فترة الستينات والسبعينات
إذا عدنا إلى الفترة الذهبية للمدرسة القالمية التي عرفت فترات ناجحة وتألقا ملفتا للانتباه ويسجل في التاريخ الكروي لهذه الولاية الثورية حيث كان ينشط الفريق في سنوات 1964 إلى غاية 1972 ولمدة ثماني سنوات كاملة ضمن القسم الوطني الأول ولم يسقط إطلاقا وهذا بفضل نخبة من مؤسسي الفريق الذين ذكرناهم في المقدمة منهم إبراهم صالح الذي يعد رائدا من رواد الحركة الوطنية وواحدا من بين 22 مفجري الثورة الجزائرية وكذلك منخرطا في حزب الشعب الجزائري، اختير فيها اللاعب سريدي مصطفى أحسن لاعب في البطولة وخلال الموسم ما قبله كذلك تمكن اللاعب حشوف نور الدين أحسن هداف في البطولة بـ 19 هدفا وكذلك تسجيله لـ 6 أهداف كاملة في مقابلة واحدة أمام جمعية وهران بقالمة (علي عبدة حاليا) وبقيت هذه النتيجة تاريخية في مسار الكرة القالمية.

## أعلام قالمة
- سويداني بوجمعة، مجاهد وشهيد.
- هواري بومدين، الرئيس السابق لجمهورية الجزائرية.
- زغدودي علي المدعو بلخير، شهيدا، قائد الكتيبة، بطل معركة أم النسور 1958.

## معرض الصور

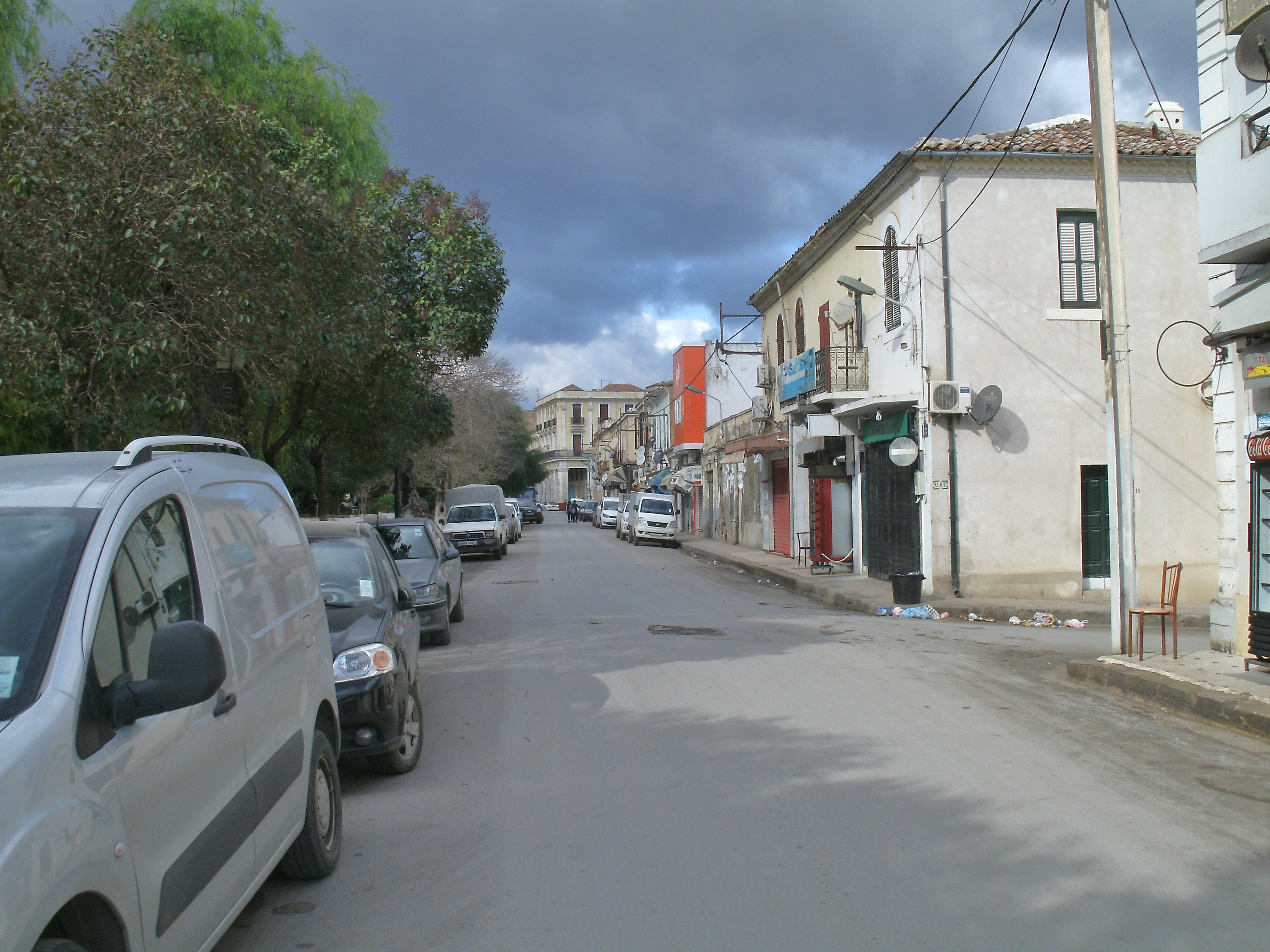
شارع في مدينة قالمة
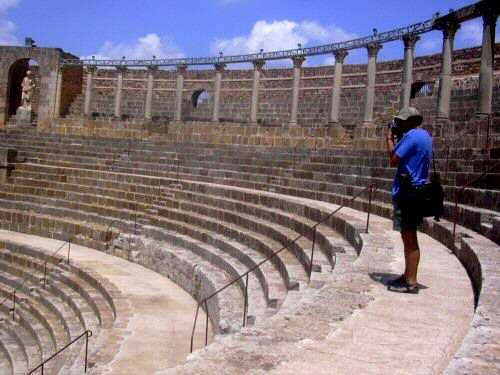
المسرح الروماني قالمة
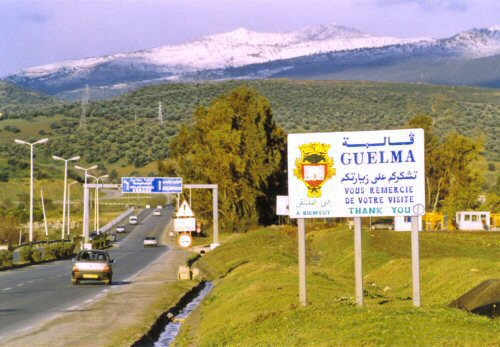
مخرج مدينة قالمة.

## وصلات داخلية
- مجازر 8 ماي 1945
- حمام المسخوطين
- ترجي قالمة
- ملعب سويداني بوجمعة
- أسطورة حمام المسخوطين
- جبال ماونة

## وصلات خارجية
- الموقع الرسمي لولاية قالمة
- مديرية السياحة لولاية قالمة نسخة محفوظة 19 نوفمبر 2012 على موقع واي باك مشين.
- أذاعة قالمة الجهوية
- مديرية التربية والتعليم لولاية قالمة
- ديوان مؤسسات الشباب لولاية قالمة
- مديرية التجارة لولاية قالمة
- مديرية الصحة لولاية قالمة
- مجلس قضاء قالمة
- خريطة شبكة الطرقات لولاية قالمة
- موقع نادي ترجي قالمة.
- رابطة قالمة لكرة القدم